# Vilar (Moimenta da Beira)
Vilar is een plaats (freguesia) in de Portugese gemeente Moimenta da Beira en telt 485 inwoners (2001).